# Microphysis
Microphysis is een kevergeslacht uit de familie van de boktorren (Cerambycidae). De wetenschappelijke naam van het geslacht werd voor het eerst geldig gepubliceerd in 2008 door Komiya & Drumont.

## Soorten
Microphysis is monotypisch en omvat slechts de volgende soort:
- Microphysis lansbergei (Lameere, 1903)